# Litouwen op de Olympische Zomerspelen 2004
Litouwen nam deel aan de Olympische Zomerspelen 2004 in Athene, Griekenland. Bij de vorige editie werden twee gouden medailles gewonnen en drie bronzen. Dit keer was de oogst minder met één keer goud en twee keer zilver.

## Medailleoverzicht
| Sport            | Olympiër               | Discipline       | Medaille |
| ---------------- | ---------------------- | ---------------- | -------- |
| Atletiek         | Virgilijus Alekna      | discuswerpen (m) | Goud     |
| Atletiek         | Austra Skujytė         | zevenkamp (v)    | Zilver   |
| Moderne vijfkamp | Andrejus Zadneprovskis | mannen           | Zilver   |

## Deelnemers en resultaten

### Atletiek
| Olympiër                 | Discipline            | Resultaat | Prestatie                                                          |
| ------------------------ | --------------------- | --------- | ------------------------------------------------------------------ |
| Mindaugas Norbutas       | 800m (m)              | 40e       | serie 2: 6de in 1.47,38                                            |
| Mindaugas Pukstas        | marathon (m)          | 74e       | 2:33.02                                                            |
| Gintaras Andriuskevicius | 20km snelwandelen (m) | 28e       | 1:27.58                                                            |
| Daugvinas Zujus          | 50km snelwandelen (m) | 30e       | 4:09.41                                                            |
| Virgilijus Alekna        | discuswerpen (m)      | Goud      | kwalificatie groep A: 1ste met 67,79m finale: 1ste met 69,89m (OR) |
|                          |                       |           |                                                                    |
| Agne Eggerth             | 100m (v)              | 33e       | serie 6: 5de in 11,44                                              |
| Živilė Balčiūnaitė       | marathon (v)          | 14e       | 2:35.01                                                            |
| Inga Juodeskiene         | marathon (v)          | 63e       | 3:09.18                                                            |
| Sonata Milusauskaite     | 20km snelwandelen (v) | 23e       | 1:33.36                                                            |
| Kristina Saltanovic      | 20km snelwandelen (v) | 19e       | 1:32.22                                                            |
| Rita Ramanauskaite       | speerwerpen (v)       | 31e       | kwalificatie groep B: 15de met 55,17m                              |
| Austra Skujytė           | zevenkamp (v)         | Zilver    | 6435 punten                                                        |

### Basketbal
| Olympiër | Discipline | Resultaat | Prestatie |
| --- | ---------- | --------- | --- |
| Robertas Javtokas Kšyštof Lavrinovič Darius Songaila Eurelijus Žukauskas Dainius Šalenga Ramūnas Šiškauskas Saulius Štombergas Mindaugas Žukauskas Vidas Ginevičius Šarūnas Jasikevičius Arvydas Macijauskas Donatas Slanina | mannen     | 4e        | groep B: 1ste W van Angola: 78-73 W van Puerto Rico: 98-90 W van Griekenland: 98-76 W van Verenigde Staten: 94-90 W van Australië: 100-85 kwartfinale: W van China: 95-75 halve finale: V van Italië: 91-100 bronzen finale: V van Verenigde Staten: 96-104 |

| Groep B |                  |             |             |             |            |            |            |        |
| #       | Land             | Wedstrijden | Wedstrijden | Wedstrijden | Doelpunten | Doelpunten | Doelpunten | Punten |
| #       | Land             | G           | W           | V           | V          | T          | Saldo      | Punten |
| 1       | Litouwen         | 5           | 5           | 0           | 468        | 414        | +54        | 10     |
| 2       | Griekenland      | 5           | 3           | 2           | 389        | 343        | +46        | 8      |
| 3       | Puerto Rico      | 5           | 3           | 2           | 410        | 411        | −1         | 8      |
| 4       | Verenigde Staten | 5           | 3           | 2           | 418        | 389        | +29        | 8      |
| 5       | Australië        | 5           | 1           | 4           | 383        | 411        | −28        | 6      |
| 6       | Angola           | 5           | 0           | 5           | 321        | 421        | −100       | 5      |

| Ronde          | Datum  | Plaats      | Land   | Score            | Land |
| -------------- | ------ | ----------- | ------ | ---------------- | ---- |
| Groepsfase     |        |             |        |                  |      |
| 15 augustus    | Athene | Angola      | 73-78  | Litouwen         |      |
| 17 augustus    | Athene | Litouwen    | 98-90  | Puerto Rico      |      |
| 19 augustus    | Athene | Griekenland | 76-98  | Litouwen         |      |
| 21 augustus    | Athene | Litouwen    | 94-90  | Verenigde Staten |      |
| 23 augustus    | Athene | Litouwen    | 100-85 | Australië        |      |
| Kwartfinale    |        |             |        |                  |      |
| 26 augustus    | Athene | Litouwen    | 95-75  | China            |      |
| Halve finale   |        |             |        |                  |      |
| 27 augustus    | Athene | Italië      | 100-91 | Litouwen         |      |
| Bronzen finale |        |             |        |                  |      |
| 29 augustus    | Athene | Litouwen    | 96-104 | Verenigde Staten |      |

### Boksen
| Olympiër            | Discipline | Resultaat | Prestatie                                                             |
| ------------------- | ---------- | --------- | --------------------------------------------------------------------- |
| Rolandas Jasevicius | -69kg (m)  | 17e       | 1ste ronde: V van TKM Başirow: 21-54                                  |
| Jaroslav Jaksto     | -91kg (m)  | 5e        | 1ste ronde: W van PUR Bisbal: 26-17 kwartfinale: V van EGY Aly: 11-19 |

### Gewichtheffen
| Olympiër            | Discipline | Resultaat | Prestatie                                                      |
| ------------------- | ---------- | --------- | -------------------------------------------------------------- |
| Ramunas Vysniauskas | -105kg (m) | 6e        | trekken: 7de met 187,5kg stoten: 4de met 222,5kg totaal: 410kg |

### Judo
| Olympiër      | Discipline | Resultaat | Prestatie                                |
| ------------- | ---------- | --------- | ---------------------------------------- |
| Albert Techov | -60kg (m)  | 21e       | 1ste ronde: V van ISR Yekutiel: waza-ari |

### Kanovaren
| Olympiër                           | Discipline    | Resultaat | Prestatie                                                                         |
| ---------------------------------- | ------------- | --------- | --------------------------------------------------------------------------------- |
| Alvydas Duonela                    | K-1 500m (m)  | 10e       | serie 4: 3de in 1.40,365 halve finale 1: 4de in 1.40,253                          |
| Romas Petrukanecas                 | K-1 1000m (m) | 19e       | serie 3: 7de in 3.37,758 halve finale 1: 9de in 3.39,493                          |
| Egidijus Balciunas Alvydas Duonela | K-2 500m (m)  | 7e        | serie 3: 2de in 1.30,521 halve finale 2: 1ste in 1.30,270 finale: 7de in 1.29,868 |

### Moderne vijfkamp
| Olympiër               | Discipline | Resultaat | Prestatie   |
| ---------------------- | ---------- | --------- | ----------- |
| Edvinas Krungolcas     | mannen     | 31e       | 4420 punten |
| Andrejus Zadneprovskis | mannen     | Zilver    | 5428 punten |

### Roeien
| Olympiër                           | Discipline      | Resultaat | Prestatie                                            |
| ---------------------------------- | --------------- | --------- | ---------------------------------------------------- |
| Kestutis Keblys Einaras Siaudvytis | dubbel-twee (m) | 14e       | serie 3: 4de in 7.07,13 herkansingen: 5de in 6.24,56 |

### Schietsport
| Olympiër             | Discipline | Resultaat | Prestatie                                   |
| -------------------- | ---------- | --------- | ------------------------------------------- |
| Daina Gudzineviciute | trap (v)   | 14e       | kwalificatie: 14de met 55 punten (19-19-17) |

### Wielersport
| Olympiër                                                               | Discipline                    | Resultaat | Prestatie |
| Baan                                                                   | Baan                          | Baan      | Baan |
| ---------------------------------------------------------------------- | ----------------------------- | --------- | --- |
| Linas Balčiūnas                                                        | individuele achtervolging (m) | 9e        | kwalificatie: 9de in 4.22,392                                                                                             |
| Tomas Vaitkus                                                          | puntenkoers (m)               | DNF       | niet gefinisht |
| Linas Balčiūnas Aivaras Baranauskas Tomas Vaitkus Raimondas Vilcinskas | ploegenachtervolging (m)      | 8e        | kwalificatie: 8ste in 4.08,812 kwartfinale: V van Australië                                                               |
|                                                                        |                               |           | |
| Simona Krupeckaite                                                     | sprint (v)                    | 7e        | kwalificatie: 6de in 11,430 serie 6: W van RUS Grankovskaya: 11,872 kwartfinale: V van RUS Abassova: 1-2 5-8ste plek: 3de |
| Simona Krupeckaite                                                     | tijdrit (v)                   | 4e        | 34,317 |
| Weg                                                                    |                               |           | |
| Rasa Polikevičiūtė                                                     | tijdrit (v)                   | 23e       | 34.34,48 |
| Edita Pučinskaitė                                                      | tijdrit (v)                   | 10e       | 32.42,12 |
| Jolanta Polikevičiūtė                                                  | wegwedstrijd (v)              | 31e       | 3:25.42 |
| Rasa Polikevičiūtė                                                     | wegwedstrijd (v)              | 29e       | 3:25.42 |
| Edita Pučinskaitė                                                      | wegwedstrijd (v)              | 9e        | 3:25.10 |

### Worstelen
| Olympiër            | Discipline     | Resultaat      | Prestatie                                                                         |
| Grieks-Romeins      | Grieks-Romeins | Grieks-Romeins | Grieks-Romeins                                                                    |
| ------------------- | -------------- | -------------- | --------------------------------------------------------------------------------- |
| Svajunas Adomaitis  | -55kg (m)      | 16e            | groep 3: 3de V van TUR Yildiz: 1-3 V van GEO Tsjotsjoea: 1-3                      |
| Mindaugas Ezerskis  | -96kg (m)      | 13e            | groep 4: 2de W van ROU Sudureac: 3-1 V van IRI Hashemzadeh: 3-5                   |
| Mindaugas Mizgaitis | -120kg (m)     | 11e            | groep 6: 3de W van POL Mikuski: 3-0 V van USA Gardner: 0-3 V van BUL Mureiko: 1-3 |

### Zeilen
| Olympiër       | Discipline | Resultaat | Prestatie                                      |
| -------------- | ---------- | --------- | ---------------------------------------------- |
| Giedrius Guzys | laser      | 27e       | 239 punten: (31-19-21-24-21-34-24-19-25-27-28) |

### Zwemmen
| Olympiër                                                                       | Discipline            | Resultaat | Prestatie                                                                          |
| ------------------------------------------------------------------------------ | --------------------- | --------- | ---------------------------------------------------------------------------------- |
| Rolandas Gimbutis                                                              | 50m vrije slag (m)    | 21e       | serie 7: 1ste in 22,59                                                             |
| Rolandas Gimbutis                                                              | 100m vrije slag (m)   | 14e       | serie 5: 1ste in 48,85 halve finale 1: 7de in 49,75                                |
| Saulius Binevičius                                                             | 200m vrije slag (m)   | 21e       | serie 5: 2de in 1.50,50                                                            |
| Darius Grigalionis                                                             | 100m rugslag (m)      | 24e       | serie 3: 4de in 56,21                                                              |
| Pavel Suskov                                                                   | 200m rugslag (m)      | 26e       | serie 2: 5de in 2.03,56                                                            |
| Aurimas Valaitis                                                               | 100m schoolslag (m)   | 38e       | serie 3: 4de in 1.04,11                                                            |
| Edvinas Dautartas                                                              | 200m schoolslag (m)   | 44e       | serie 1: 5de in 2.23,12                                                            |
| Rimvydas Salcius                                                               | 100m vlinderslag (m)  | 35e       | serie 4: 4de in 54,46                                                              |
| Paulius Andrijauskas                                                           | 200m vlinderslag (m)  | 30e       | serie 2: 5de in 2.04,64                                                            |
| Vytautas Janusaitis                                                            | 200m wisselslag (m)   | 7e        | serie 6: 4de in 2.01,32 halve finale 1: 3de in 2.00,57 (NR) finale: 7de in 2.01,28 |
| Vytautas Janusaitis                                                            | 400m wisselslag (m)   | 27e       | serie 2: 5de in 4.26,30                                                            |
| Saulius Binevicius Rolandas Gimbutis Vytautas Janusaitis Paulius Viktoravicius | 4x100m vrije slag (m) | 11e       | serie 1: 6de in 3.19,28                                                            |

Afghanistan · Albanië · Algerije · Amerikaanse Maagdeneilanden · Amerikaans-Samoa · Andorra · Angola · Antigua en Barbuda · Argentinië · Armenië · Aruba · Australië · Azerbeidzjan · Bahama's · Bahrein · Bangladesh · Barbados · België · Belize · Benin · Bermuda · Bhutan · Bolivia · Bosnië en Herzegovina · Botswana · Brazilië · Britse Maagdeneilanden · Brunei · Bulgarije · Burkina Faso · Burundi · Cambodja · Canada · Centraal-Afrikaanse Republiek · Chili · China · Chinees Taipei · Colombia · Comoren · Congo-Brazzaville · Congo-Kinshasa · Cookeilanden · Costa Rica · Cuba · Cyprus · Denemarken · Djibouti · Dominica · Dominicaanse Republiek · Duitsland · Ecuador · Egypte · El Salvador · Equatoriaal-Guinea · Eritrea · Estland · Ethiopië · Fiji · Filipijnen · Finland · Frankrijk · Gabon · Gambia · Georgië · Ghana · Grenada · Griekenland · Groot-Brittannië · Guam · Guatemala · Guinee · Guinee‑Bissau · Guyana · Haïti · Honduras · Hongarije · Hongkong · Ierland · IJsland · India · Indonesië · Irak · Iran · Israël · Italië · Ivoorkust · Jamaica · Japan · Jemen · Jordanië · Kaaimaneilanden · Kaapverdië · Kameroen · Kazachstan · Kenia · Kirgizië · Kiribati · Koeweit · Kroatië · Laos · Lesotho · Letland · Libanon · Liberia · Libië · Liechtenstein · Litouwen · Luxemburg · Macedonië · Madagaskar · Malawi · Malediven · Maleisië · Mali · Malta · Marokko · Mauritanië · Mauritius · Mexico · Micronesië · Moldavië · Monaco · Mongolië · Mozambique · Myanmar · Namibië · Nauru · Nederland · Nederlandse Antillen · Nepal · Nicaragua · Nieuw-Zeeland · Niger · Nigeria · Noord-Korea · Noorwegen · Oeganda · Oekraïne · Oezbekistan · Oman · Oostenrijk · Oost‑Timor · Pakistan · Palau · Palestina · Panama · Papoea-Nieuw-Guinea · Paraguay · Peru · Polen · Portugal · Puerto Rico · Qatar · Roemenië · Rusland · Rwanda · Saint Kitts en Nevis · Saint Lucia · Saint Vincent en Grenadines · Salomonseilanden · Samoa · San Marino · Sao Tomé en Principe · Saoedi-Arabië · Senegal · Servië en Montenegro · Seychellen · Sierra Leone · Singapore · Slovenië · Slowakije · Soedan · Somalië · Spanje · Sri Lanka · Suriname · Swaziland · Syrië · Tadzjikistan · Tanzania · Thailand · Togo · Tonga · Trinidad en Tobago · Tsjaad · Tsjechië · Tunesië · Turkije · Turkmenistan · Uruguay · Vanuatu · Venezuela · Verenigde Arabische Emiraten · Verenigde Staten · Vietnam · Wit-Rusland · Zambia · Zimbabwe · Zuid-Afrika · Zuid-Korea · Zweden · Zwitserland